# Déjà Vu (chanson de Beyoncé)
Pour les articles homonymes, voir Déjà vu (homonymie).
Singles de Beyoncé
Check on It
(2005) Ring the Alarm
(2006)
Pistes de B'Day
Get Me Bodied 
 (2)
Déjà Vu est le 1er single américain de l'album B'Day de la chanteuse de R'n'B Beyoncé et le 2e mondial. Le titre contient une participation du rappeur Jay-Z.

## Titres disponibles
| CD maxi 1. Déjà Vu (Album Version) – 3:58 2. Déjà Vu (Freemasons Radio Mix) – 3:15 3. Déjà Vu (Freemasons Club Mix) – 8:05 4. Déjà Vu (Maurice's Nusoul Mix) – 6:01 5. Déjà Vu (Maurice's Nusoul Mixshow Mix) – 5:58 6. Déjà Vu (video) | Déjà Vu, pt. 1 1. Déjà Vu (Album Version) – 4:01 2. Déjà Vu (Freemasons Dance Remix) – 3:15 |

## Classement du titre
| Pays (2006r.)                                 | Position |
| --------------------------------------------- | -------- |
| Australie - Australia Singles Chart           | 12       |
| Autriche - Austrian Singles Chart             | 12       |
| Belgique - Belgian Ultra Top                  | 9        |
| Brésil - Brazil Hot 100                       | 1        |
| Canada - Canadian Singles Chart               | 9        |
| Pays-Bas - Dutch Top 40                       | 17       |
| Finlande - Finland Top 20 Singles             | 6        |
| France - French Singles Chart                 | 23       |
| Allemagne - German Singles Chart              | 9        |
| Grèce - Greece Top 50 Singles Charts          | 8        |
| Irlande - Republic of Ireland Singles Chart   | 3        |
| Israël - Israel Single chart                  | 6        |
| Italie - Italy Singles Chart                  | 4        |
| Japon - Japanese Oricon Top 100 Singles       | 21       |
| Nouvelle-Zélande - New Zealand Top 40 Singles | 15       |

| Pays (2006r.)                              | Position |
| ------------------------------------------ | -------- |
| République tchèque - Czech Airplay Chart   | 21       |
| Norvège - Norwegian Singles Chart          | 3        |
| Portugal - Portuguese Singles Chart        | 4        |
| Espagne - Spain Top 40 Singles             | 25       |
| Suède - Swedish Singles Chart              | 15       |
| Suisse - Swiss Singles Chart               | 3        |
| Tokyo Hot 100                              | 2        |
| Royaume-Uni - UK Singles Chart             | 1        |
| États-Unis - Billboard Hot 100             | 4        |
| États-Unis - Billboard Pop 100             | 10       |
| États-Unis - Billboard Hip-Hop Songs       | 1        |
| États-Unis - Billboard Hot Dance Club Play | 1        |
| États-Unis - Billboard Rhythmic Top 40     | 9        |
| États-Unis - Billboard Top 40 Mainstream   | 14       |
| Europe - Europe 200 Official Singles Chart | 2        |

## Clip vidéo

### Contexte et synopsis
Le clip vidéo de « Déjà Vu » a été filmé par la réalisatrice britannique Sophie Muller à La Nouvelle-Orléans, Louisiane, les 20 et 21 juin 2006, avec des parties du clip tournées au Maple Leaf Bar et à la Oak Alley Plantation à Carrollton, Louisiane et Vacherie, Louisiane respectivement,. Les images présentent des tenues inspirées de la haute couture, des jeux de jambes vigoureux et des routines à thème sexuel. La vidéo a été diffusée simultanément le 12 juillet 2006 dans l'émission « Total Request Live » de MTV et sur la chaîne de vidéos en ligne de MTV, Overdrive. Elle a atteint le première place sur les comptes à rebours de « TRL », Yahoo! et MTV. La vidéo « Deja Vu » a atteint le sommet du classement des diffusions télévisées au Royaume-Uni fin juillet 2006.
La vidéo commence en montrant Beyoncé contre un mur vert et Jay-Z assis sur une chaise dans une pièce sombre. Beyoncé et Jay-Z commencent alors à jouer simultanément d'instruments imaginaires, imitant l'air de la chanson. Des scènes de Beyoncé sont ensuite montrées dans plusieurs pièces différentes portant des tenues différentes. Au début du refrain, on la voit courir et danser dans un grand champ de canne à sucre. À la fin du refrain, elle danse dans une robe rouge devant un étang et dans une grande robe rouge devant un manoir. Lorsque le couplet de Jay-Z commence, les deux sont montrés seuls dans une pièce, Beyoncé est maintenant pieds nus et jambes nues, elle danse de manière séduisante autour de Jay-Z, et conduit à la scène controversée. Beyoncé est ensuite montrée portant une jupe verte et un soutien-gorge éblouissant tout en dansant le Mbalax (une danse sénégalaise et gambienne) dans le sable. Au fur et à mesure que la chanson progresse, elle est montrée en train de danser seule dans une forêt sombre portant une robe noire étincelante tandis que des lucioles tournent autour de sa tête. La chanson se termine avec Beyoncé penchée en arrière dans une pose tandis que les lucioles s'enfuient.